# Mitzy Larue
Mitzy Larue es miembro de la Asamblea Nacional de Seychelles, y ministra de Salud. Es profesora por profesión, y es miembro del Frente Progresivo de las Personas de Seychelles, y primera electa a la Asamblea en 1993.
Fue nombrada Ministra de Gabinete en 2013.